# Sowizdrzały (gmina Klonowa)
Sowizdrzały – wieś w Polsce położona w województwie łódzkim, w powiecie sieradzkim, w gminie Klonowa.
W latach 1975–1998 miejscowość należała administracyjnie do województwa sieradzkiego.